# کلیتون (دلاور)
کلیتون، دلاور (به انگلیسی: Clayton, Delaware) یک سکونتگاه مسکونی در ایالات متحده آمریکا با جمعیت ۲٬۹۱۸ نفر است که در دلاویر واقع شده‌است.